# Chelyabinsk Airlines
Chelyabinsk Airlines was een Russische luchtvaartmaatschappij met haar thuisbasis in Tsjeljabinsk. Zij voerde chartervluchten uit binnen Rusland. Gefuseerd met S7 na overname.

## Geschiedenis
Chelyabinsk Airlines is opgericht in 1994 onder de naam Chelal als opvolger van de Tsjeljabinsk-divisie van Aeroflot. Vanaf 1996 wordt de huidige naam Chelyabinsk Airlines of Chelyabinsk Air Enterprise gebruikt. In 2001 werd zij overgenomen door Enkor.
In 2004 is de maatschappij overgenomen door S7 Airlines, Ruslands een na grootste maatschappij.

## Vloot
De vloot van Chelyabinsk Airlines bestond uit: (okt 2006)
- 1 Yakolev Yak-40

## Voetnoten en referenties
1. ↑  Noot: Gefuseerd met S7 Airlines in 2004, code niet actief
2. ↑  Webrint van tijdschrift Air Transport World, Nov 2006, p.41, bezocht op 4 augustus 2008